# Spazio localmente compatto
In matematica, in particolare in topologia, uno spazio topologico è detto localmente compatto se per ogni suo punto esiste un intorno la cui chiusura è un insieme compatto.
La compattezza locale è una proprietà di regolarità di uno spazio topologico: gli spazi euclidei sono localmente compatti, mentre ad esempio gli spazi di Banach infinito dimensionali non lo sono.
In letteratura sono presenti diverse definizioni di spazio localmente compatto, tutte equivalenti nel caso in cui si trattino spazi di Hausdorff (che sono di gran lunga i più comuni utilizzati in matematica). In questa voce diamo prima delle nozioni generali, valide per spazi topologici arbitrari, tuttavia le principali applicazioni della teoria saranno date principalmente per spazi di Hausdorff.

## Definizione
Sia {\displaystyle (X,{\mathcal {\mathrm {T} }})} uno spazio topologico. Esso si dice localmente compatto se ogni punto {\displaystyle x\in X} ammette una base di intorni costituita di insiemi compatti. Ossia, se per ogni aperto {\displaystyle O\in {\mathcal {\mathrm {T} }}} contenente un dato punto {\displaystyle x}, esiste un compatto {\displaystyle K\subset O} contenente a sua volta un aperto {\displaystyle O^{\prime }} a cui appartiene {\displaystyle x}.
In particolare, ogni spazio di Hausdorff localmente compatto è uno spazio di Tychonoff ed uno spazio di Baire.

## Esempi

### Spazi localmente compatti ma non necessariamente compatti
- Sottoinsiemi aperti o chiusi di uno spazio di Hausdorff localmente compatto sono localmente compatti nella topologia del sottoinsieme.
- Gli spazi euclidei, come ad esempio la retta reale, sono localmente compatti.
- Le varietà topologiche, essendo localmente omeomorfe agli spazi euclidei, sono localmente compatte.
- Il duale di uno spazio di Banach è localmente compatto, se equipaggiato con la topologia debole-star, per il teorema di Banach-Alaoglu.

### Spazi non localmente compatti
- Uno spazio normato infinito-dimensionale equipaggiato con la topologia indotta dalla norma non è localmente compatto.
- Un esempio più semplice, ma meno utile, è l'insieme {\displaystyle \mathbb {Q} } dei numeri razionali strutturato con la topologia euclidea di {\displaystyle \mathbb {R} }.
- Il piano di Moore non è localmente compatto.